# Campeonato Europeu de Futebol de 2016 – Grupo E
O grupo E do Campeonato Europeu de Futebol de 2016, décima quinta edição desta competição organizada quadrienalmente pela União das Federações Europeias de Futebol (UEFA), reunirá as seleções da Bélgica, Itália, Irlanda e Suécia.

## Classificação
| Pos | Equipe  | Pts | J | V | E | D | GP | GC | SG | Classificado          |
| --- | ------- | --- | - | - | - | - | -- | -- | -- | --------------------- |
| 1   | Itália  | 6   | 3 | 2 | 0 | 1 | 3  | 1  | +2 | Equipes classificadas |
| 2   | Bélgica | 6   | 3 | 2 | 0 | 1 | 4  | 2  | +2 | Equipes classificadas |
| 3   | Irlanda | 4   | 3 | 1 | 1 | 1 | 2  | 4  | −2 | 3º colocado           |
| 4   | Suécia  | 1   | 3 | 0 | 1 | 2 | 1  | 3  | −2 | Eliminado             |

1. 1 2  Resultado confronto direto: Bélgica 0–2 Itália.

## Jogos

### Primeira rodada

#### Irlanda vs Suécia
| 13 de junho | Irlanda      | 1 – 1     | Suécia    | Stade de France, Saint-Denis               |
| 18:00       | Hoolahan 48' | Relatório | Clark 71' | Público: 73 419 Árbitro: SER Milorad Mažić |

| Cores do Time · Cores do Time · Cores do Time · Cores do Time · Cores do Time | Irlanda | Suécia | Cores do Time · Cores do Time · Cores do Time · Cores do Time · Cores do Time |

| IRLANDA:       |    |                  |     |     |
|                |    |                  |     |     |
| G              | 23 | Darren Randolph  |     |     |
| LD             | 2  | Séamus Coleman   |     |     |
| Z              | 4  | John O'Shea      |     |     |
| Z              | 3  | Ciaran Clark     |     |     |
| LE             | 19 | Robbie Brady     |     |     |
| M              | 8  | James McCarthy   | 43' | 85' |
| M              | 6  | Glenn Whelan     | 77' |     |
| M              | 13 | Jeff Hendrick    |     |     |
| M              | 20 | Wes Hoolahan     |     | 78' |
| A              | 14 | Jonathan Walters |     | 64' |
| A              | 9  | Shane Long       |     |     |
| Substituições: |    |                  |     |     |
| M              | 11 | James McClean    |     | 64' |
| A              | 10 | Robbie Keane     |     | 78' |
| M              | 7  | Aiden McGeady    |     | 85' |
| Treinador:     |    |                  |     |     |
| Martin O'Neill |    |                  |     |     |

| SUÉCIA:        |    |                    |     |     |
|                |    |                    |     |     |
| G              | 1  | Andreas Isaksson   |     |     |
| LD             | 2  | Mikael Lustig      |     | 45' |
| Z              | 14 | Victor Lindelöf    | 61' |     |
| Z              | 4  | Andreas Granqvist  |     |     |
| LE             | 5  | Martin Olsson      |     |     |
| M              | 7  | Sebastian Larsson  |     |     |
| M              | 18 | Oscar Lewicki      |     | 86' |
| M              | 9  | Kim Källström      |     |     |
| M              | 6  | Emil Forsberg      |     |     |
| A              | 11 | Marcus Berg        |     | 59' |
| A              | 10 | Zlatan Ibrahimović |     |     |
| Substituições: |    |                    |     |     |
| Z              | 3  | Erik Johansson     |     | 45' |
| A              | 20 | John Guidetti      |     | 59' |
| M              | 8  | Albin Ekdal        |     | 86' |
| Treinador:     |    |                    |     |     |
| Erik Hamrén    |    |                    |     |     |

Homem do Jogo:

 Wes Hoolahan

#### Bélgica vs Itália
| 13 de junho | Bélgica | 0 – 2     | Itália                        | Parc Olympique Lyonnais, Lyon                 |
| 21:00       |         | Relatório | Giaccherini 32' · Pellè 90+3' | Público: 55 408 Árbitro: ENG Mark Clattenburg |

| Cores do Time · Cores do Time · Cores do Time · Cores do Time · Cores do Time | Bélgica | Itália | Cores do Time · Cores do Time · Cores do Time · Cores do Time · Cores do Time |

| BÉLGICA:       |    |                           |     |     |
|                |    |                           |     |     |
| G              | 1  | Thibaut Courtois          |     |     |
| LD             | 23 | Laurent Ciman             |     | 76' |
| Z              | 2  | Toby Alderweireld         |     |     |
| Z              | 3  | Thomas Vermaelen          |     |     |
| LE             | 5  | Jan Vertonghen            | 90' |     |
| M              | 4  | Radja Nainggolan          |     | 62' |
| M              | 6  | Axel Witsel               |     |     |
| A              | 7  | Kevin De Bruyne           |     |     |
| M              | 8  | Marouane Fellaini         |     |     |
| A              | 10 | Eden Hazard               |     |     |
| A              | 9  | Romelu Lukaku             |     | 73' |
| Substituições: |    |                           |     |     |
| A              | 14 | Dries Mertens             |     | 62' |
| A              | 17 | Divock Origi              |     | 73' |
| A              | 11 | Yannick Ferreira Carrasco |     | 76' |
| Treinador:     |    |                           |     |     |
| Marc Wilmots   |    |                           |     |     |

| ITÁLIA:        |    |                      |     |     |
|                |    |                      |     |     |
| G              | 1  | Gianluigi Buffon     |     |     |
| Z              | 15 | Andrea Barzagli      |     |     |
| Z              | 19 | Leonardo Bonucci     | 78' |     |
| Z              | 3  | Giorgio Chiellini    | 65' |     |
| V              | 16 | Daniele De Rossi     |     | 78' |
| A              | 6  | Antonio Candreva     |     |     |
| M              | 18 | Marco Parolo         |     |     |
| M              | 23 | Emanuele Giaccherini |     |     |
| A              | 4  | Matteo Darmian       |     | 58' |
| A              | 9  | Graziano Pellè       |     |     |
| A              | 17 | Éder                 | 75' | 75' |
| Substituições: |    |                      |     |     |
| LD             | 2  | Mattia De Sciglio    |     | 58' |
| A              | 11 | Ciro Immobile        |     | 75' |
| M              | 10 | Thiago Motta         | 84' | 78' |
| Treinador:     |    |                      |     |     |
| Antonio Conte  |    |                      |     |     |

Homem do Jogo:

 Emanuele Giaccherini

### Segunda rodada

#### Itália vs Suécia
| 17 de junho | Itália   | 1 – 0     | Suécia | Stadium Municipal, Toulouse                |
| 15:00       | Éder 88' | Relatório |        | Público: 29 600 Árbitro: HUN Viktor Kassai |

| Cores do Time · Cores do Time · Cores do Time · Cores do Time · Cores do Time | Itália | Suécia | Cores do Time · Cores do Time · Cores do Time · Cores do Time · Cores do Time |

| ITÁLIA:        |    |                      |       |     |
|                |    |                      |       |     |
| G              | 1  | Gianluigi Buffon     | 90+3' |     |
| Z              | 15 | Andrea Barzagli      |       |     |
| Z              | 19 | Leonardo Bonucci     |       |     |
| Z              | 3  | Giorgio Chiellini    |       |     |
| A              | 8  | Alessandro Florenzi  |       | 85' |
| M              | 18 | Marco Parolo         |       |     |
| M              | 16 | Daniele De Rossi     | 69'   | 74' |
| M              | 23 | Emanuele Giaccherini |       |     |
| A              | 6  | Antonio Candreva     |       |     |
| A              | 9  | Graziano Pellè       |       | 60' |
| A              | 17 | Éder                 |       |     |
| Substituições: |    |                      |       |     |
| A              | 7  | Simone Zaza          |       | 60' |
| M              | 10 | Thiago Motta         |       | 74' |
| M              | 14 | Stefano Sturaro      |       | 85' |
| Treinador:     |    |                      |       |     |
| Antonio Conte  |    |                      |       |     |

| SUÉCIA:        |    |                    |     |     |
|                |    |                    |     |     |
| G              | 1  | Andreas Isaksson   |     |     |
| LD             | 14 | Victor Lindelöf    |     |     |
| Z              | 3  | Erik Johansson     |     |     |
| Z              | 4  | Andreas Granqvist  |     |     |
| LE             | 5  | Martin Olsson      | 90' |     |
| M              | 7  | Sebastian Larsson  |     |     |
| M              | 8  | Albin Ekdal        |     | 79' |
| M              | 9  | Kim Källström      |     |     |
| M              | 6  | Emil Forsberg      |     | 79' |
| A              | 20 | John Guidetti      |     | 85' |
| A              | 10 | Zlatan Ibrahimović |     |     |
| Substituições: |    |                    |     |     |
| M              | 21 | Jimmy Durmaz       |     | 79' |
| M              | 18 | Oscar Lewicki      |     | 79' |
| A              | 11 | Marcus Berg        |     | 85' |
| Treinador:     |    |                    |     |     |
| Erik Hamrén    |    |                    |     |     |

Homem do jogo:

 Éder

#### Bélgica vs Irlanda
| 18 de junho | Bélgica                         | 3 – 0     | Irlanda | Estádio Matmut Atlantique, Bordeaux       |
| 15:00       | R. Lukaku 48', 70' · Witsel 61' | Relatório |         | Público: 39 493 Árbitro: TUR Cüneyt Çakır |

| Cores do Time · Cores do Time · Cores do Time · Cores do Time · Cores do Time | Bélgica | Irlanda | Cores do Time · Cores do Time · Cores do Time · Cores do Time · Cores do Time |

| BÉLGICA:       |    |                           |     |     |
|                |    |                           |     |     |
| G              | 1  | Thibaut Courtois          |     |     |
| LD             | 16 | Thomas Meunier            |     |     |
| Z              | 2  | Toby Alderweireld         |     |     |
| Z              | 3  | Thomas Vermaelen          | 49' |     |
| LE             | 5  | Jan Vertonghen            |     |     |
| M              | 6  | Axel Witsel               |     |     |
| M              | 19 | Mousa Dembélé             |     | 57' |
| A              | 11 | Yannick Ferreira Carrasco |     | 64' |
| M              | 7  | Kevin De Bruyne           |     |     |
| A              | 10 | Eden Hazard               |     |     |
| A              | 9  | Romelu Lukaku             |     | 83' |
| Substituições: |    |                           |     |     |
| M              | 4  | Radja Nainggolan          |     | 57' |
| A              | 14 | Dries Mertens             |     | 64' |
| A              | 20 | Christian Benteke         |     | 83' |
| Treinador:     |    |                           |     |     |
| Marc Wilmots   |    |                           |     |     |

| IRLANDA:       |    |                 |     |     |
|                |    |                 |     |     |
| G              | 23 | Darren Randolph |     |     |
| LD             | 2  | Séamus Coleman  |     |     |
| Z              | 4  | John O'Shea     |     |     |
| Z              | 3  | Ciaran Clark    |     |     |
| LE             | 17 | Stephen Ward    |     |     |
| M              | 13 | Jeff Hendrick   | 42' |     |
| M              | 6  | Glenn Whelan    |     |     |
| M              | 8  | James McCarthy  |     | 62' |
| M              | 19 | Robbie Brady    |     |     |
| A              | 20 | Wes Hoolahan    |     | 71' |
| A              | 9  | Shane Long      |     | 79' |
| Substituições: |    |                 |     |     |
| M              | 11 | James McClean   |     | 62' |
| M              | 7  | Aiden McGeady   |     | 71' |
| A              | 10 | Robbie Keane    |     | 79' |
| Treinador:     |    |                 |     |     |
| Martin O'Neill |    |                 |     |     |

Homem do jogo:

 Axel Witsel

### Terceira rodada

#### Itália vs Irlanda
| 22 de junho | Itália | 0 – 1     | Irlanda          | Stade Pierre-Mauroy, Lille                  |
| 21:00       |        | Relatório | Robert Brady 85' | Público: 44 268 Árbitro: ROU Ovidiu Hațegan |

| Cores do Time · Cores do Time · Cores do Time · Cores do Time · Cores do Time | Itália | Irlanda | Cores do Time · Cores do Time · Cores do Time · Cores do Time · Cores do Time |

| G              | 12 | Salvatore Sirigu      | 39'   |     |
| Z              | 15 | Andrea Barzagli       | 78'   |     |
| Z              | 19 | Leonardo Bonucci      |       |     |
| Z              | 5  | Angelo Ogbonna        |       |     |
| AD             | 21 | Federico Bernardeschi |       | 60' |
| V              | 10 | Thiago Motta          |       |     |
| M              | 14 | Stefano Sturaro       |       |     |
| M              | 8  | Alessandro Florenzi   |       |     |
| AE             | 2  | Mattia De Sciglio     |       | 82' |
| A              | 7  | Simone Zaza           | 87'   |     |
| A              | 11 | Ciro Immobile         |       | 74' |
| Substituições: |    |                       |       |     |
| Z              | 4  | Matteo Darmian        |       | 60' |
| A              | 20 | Lorenzo Insigne       | 90+1' | 74' |
| M              | 22 | Stephan El Shaarawy   |       | 82' |
| Treinador:     |    |                       |       |     |
| Antonio Conte  |    |                       |       |     |

| G              | 23 | Darren Randolph |     |     |
| LD             | 2  | Séamus Coleman  |     |     |
| Z              | 12 | Shane Duffy     |     |     |
| Z              | 5  | Richard Keogh   |     |     |
| LE             | 17 | Stephen Ward    | 73' |     |
| M              | 11 | James McClean   |     |     |
| M              | 8  | James McCarthy  |     | 77' |
| M              | 13 | Jeff Hendrick   |     |     |
| M              | 19 | Robert Brady    |     |     |
| A              | 21 | Daryl Murphy    |     | 70' |
| A              | 9  | Shane Long      | 39' | 90' |
| Substituições: |    |                 |     |     |
| M              | 7  | Aiden McGeady   |     | 70' |
| M              | 20 | Wes Hoolahan    |     | 77' |
| M              | 22 | Stephen Quinn   |     | 90' |
| Treinador:     |    |                 |     |     |
| Martin O'Neill |    |                 |     |     |

Homem do jogo:

  Robert Brady

#### Suécia vs Bélgica
| 22 de junho | Suécia | 0 – 1     | Bélgica        | Allianz Riviera, Nice                    |
| 21:00       |        | Relatório | Nainggolan 84' | Público: 34 011 Árbitro: GER Felix Brych |

| Cores do Time · Cores do Time · Cores do Time · Cores do Time · Cores do Time | Suécia | Bélgica | Cores do Time · Cores do Time · Cores do Time · Cores do Time · Cores do Time |

| G              | 1  | Andreas Isaksson   |     |     |
| LD             | 14 | Victor Lindelöf    |     |     |
| Z              | 3  | Erik Johansson     | 36' |     |
| Z              | 4  | Andreas Granqvist  |     |     |
| LE             | 5  | Martin Olsson      |     |     |
| M              | 7  | Sebastian Larsson  |     | 70' |
| M              | 8  | Albin Ekdal        | 33' |     |
| M              | 9  | Kim Källström      |     |     |
| M              | 6  | Emil Forsberg      |     | 82' |
| A              | 11 | Marcus Berg        |     | 63' |
| A              | 10 | Zlatan Ibrahimović |     |     |
| Substituições: |    |                    |     |     |
| A              | 20 | John Guidetti      |     | 63' |
| M              | 21 | Jimmy Durmaz       |     | 70' |
| M              | 22 | Erkan Zengin       |     | 82' |
| Treinador:     |    |                    |     |     |
| Erik Hamrén    |    |                    |     |     |

| G              | 1  | Thibaut Courtois          |       |       |
| LD             | 16 | Thomas Meunier            | 30'   |       |
| Z              | 2  | Toby Alderweireld         |       |       |
| Z              | 3  | Thomas Vermaelen          |       |       |
| LE             | 5  | Jan Vertonghen            |       |       |
| M              | 4  | Radja Nainggolan          |       |       |
| M              | 6  | Axel Witsel               | 45+1' |       |
| M              | 11 | Yannick Ferreira Carrasco |       | 71'   |
| M              | 7  | Kevin De Bruyne           |       |       |
| M              | 10 | Eden Hazard               |       | 90+3' |
| A              | 9  | Romelu Lukaku             |       | 87'   |
| Substituições: |    |                           |       |       |
| A              | 14 | Dries Mertens             |       | 71'   |
| A              | 20 | Christian Benteke         |       | 87'   |
| A              | 17 | Divock Origi              |       | 90+3' |
| Treinador:     |    |                           |       |       |
| Marc Wilmots   |    |                           |       |       |

Homem do jogo:

 Eden Hazard